# Ribeirão do Largo
Ribeirão do Largo là một đô thị thuộc bang Bahia, Brasil. Đô thị này có diện tích 1222,153 km², dân số năm 2007 là 18492 người, mật độ 15,1 người/km².